# Premio per la pace Erich Maria Remarque
Il Premio per la pace Erich Maria Remarque (in tedesco: Erich-Maria-Remarque-Friedenspreis) è un riconoscimento che viene assegnato ogni due anni dal 1991 dalla città di Osnabrück “per opere di narrativa, giornalismo e lavori accademici generalmente comprensibili” che “trattano i temi della ‘pace interiore ed esteriore’” (citazione dalle linee guida del premio). Il principio guida è il motto dello scrittore nato a Osnabrück Erich Maria Remarque secondo cui “Il mio tema è l'uomo di questo secolo, la questione dell'umanità”, di cui viene così ricordato l'impegno pacifista.
Il premio per la migliore opera è di 15.000 euro nel 1991, che salgono a 25.000 euro dal 2009. Viene assegnato anche un premio secondario di 5.000 euro.
La giuria è composta da:
- Susanne Menzel-Riedl (presidente di giuria);
- Katharina Pötter (vicepresidente)[1];
- Rita Süssmuth;
- Stefanie Schüler-Springorum;
- Heribert Prantl;
- Hubert Winkels;
- Johano Strasser;
- Michael Göring;
- Jutta Sauer;
- Bernd Stegemann;
- Wolfgang Beckermann;
- Thomas F. Schneider.